# Parafia Świętego Ducha w Kościanie
Parafia pw. Świętego Ducha w Kościanie – parafia rzymskokatolicka należąca do dekanatu kościańskiego archidiecezji poznańskiej. Erygowana w 1974 dekretem abp. Antoniego Baraniaka.

## Historia
Obecny kościół parafialny pw. Pana Jezusa w Kościanie to rozbudowana dawna kaplica nieistniejącego obecnie zespołu klasztornego dominikanów. W 1966 roku utworzono ośrodek duszpasterski, a pierwszym administratorem został dotychczasowy wikariusz parafii farnej w Kościanie ks. Antoni Wilczyński. W 1974 roku erygowano nową parafię, której tytuł wzięto od wezwania innej świątyni znajdującej się na terenie ośrodka - kościoła pw. Ducha Świętego w Kościanie. Nowa parafia obejmowała północną część Kościana oraz wsie Kiełczewo, Kurza Góra, Nowy Lubosz oraz Pianowo. W 2006 roku rozpoczęto przygotowania pod budowę nowego kościoła pw. św. Karola Boromeusza w pobliżu Osiedla Konstytucji 3 Maja. W 2010 roku wydzielono nową parafię, której później nadano wezwanie św. Jana Pawła II. W 2021 roku do parafii przyłączono miejscowość Stary Lubosz wraz ze znajdującą się tam kaplicą. 

## Terytorium
- Kościan - ulice: Baraniaka, Bednarkiewicza, Berwińskiego, Bojanowskiego, Chłapowskiego, Cienista Ciszaka, Cicha, Czajki, Długa, Gostyńska, Górna, Grodziska, Gryczana, Jasna, Jęczmienna, Krańcowa, Kruszewskiego, Krzywa, Łąkowa (nry nieparzyste 1-5, nry parzyste 2-10), Marcinkowskiego, Moniuszki, Mostowa, Narutowicza, pl. Niezłomnych, Piłsudskiego, Podgórna, Polna, Poznańska (nry nieparzyste 1-63, nry parzyste 2-86), Północna, Promienista, Pszenna, Richtera, Rolna, Rzemieślnicza, Sądowa, Składowa, Słoneczna, Szczepanowskiego (nry nieparzyste 1-11 i 17), Szewska (nry 2, 5, 6, 40), Szkolna, Szymborskiej, Świętego Ducha, Targowa, Topolowa, Torowa, Uczniowska, Wiatraczna, Wichrowa, Wschodnia, Zacisza, Zielona, Żółtowskiego, Żwirki i Wigury; osiedla: Bitwy Warszawskiej, Nad Łąkami.
- Kiełczewo,
- Kurza Góra,
- Nowy Lubosz,
- Stary Lubosz.

## Proboszczowie
- 1967-1976 i 1977-1997 ks. Antoni Wilczyński,
- 1976-1977 ks. Leon Stępniak,
- 1997-2023 ks. Czesław Małycha,
- od 2023 ks. Marcin Janecki[2]